# Kawanori Dai
Koordinaten: 69° 1′ S, 39° 26′ O
Kawanori Dai (Transkription von japanisch カワノリ台 für Prasiolahügel) ist eine kleine Terrasse auf der Insel Ongulkalven in der Inselgruppe Flatvær vor der Prinz-Harald-Küste des ostantarktischen Königin-Maud-Lands.
Japanische Wissenschaftler kartierten sie anhand von Vermessungen und Luftaufnahmen aus den Jahren von 1957 bis 1962 und benannten sie 1994. Namensgebend ist die japanische Bezeichnung für Grünalgen der Gattung Prasiola.